# Jennifer Aaker

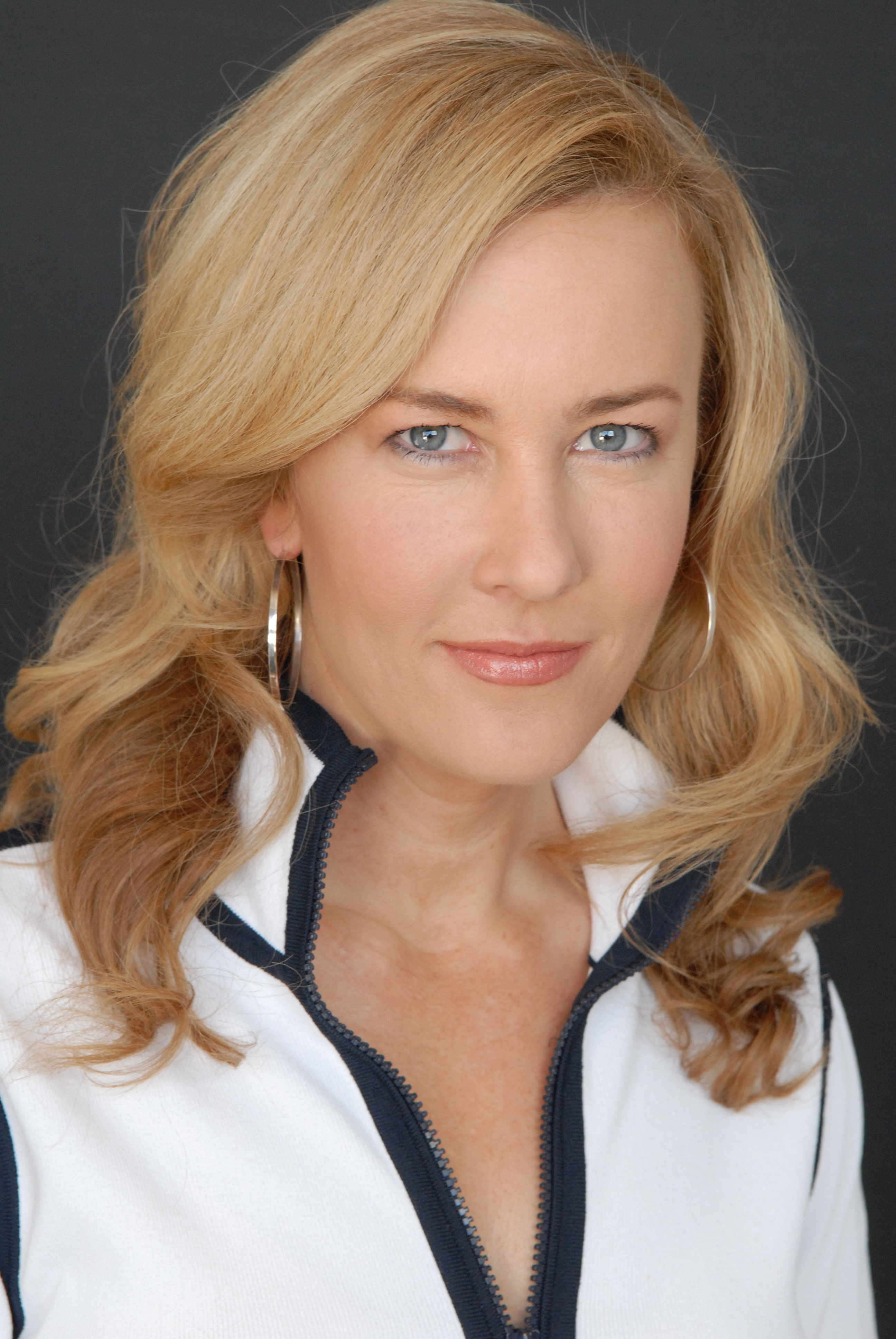
Jennifer Aaker (2013)

Jennifer Aaker (* 15. Januar 1967 in Palo Alto, Kalifornien) ist eine US-amerikanische Sozialpsychologin und Hochschullehrerin für Marketing an der Stanford Graduate School of Business.

## Leben
Die Tochter von Kay Aaker und David A. Aaker wurde im Jahr 1967 in Palo Alto geboren. Nach der Schule besuchte sie die University of California, Berkeley. Dort studierte sie bei den Psychologen Philip Tetlock und Daniel Kahneman. Im Jahr 1989 erwarb sie den Bachelor in Psychologie.
Ein Jahr später begann sie ein Aufbaustudium an der Stanford Graduate School of Business. Das Studium schloss sie im Jahr 1995 mit einem Doktor der Philosophie in Marketing ab. Im selben Jahr wurde sie Assistenzprofessorin an der UCLA Anderson School of Management. Vier Jahre später wurde sie Assistenzprofessorin an die Stanford Graduate School of Business. Im Jahr 2004 erhielt dort eine ordentliche Professur für Marketing und im folgenden Jahr eine General Atlantic Professur. Sie hält außerdem Kurse am Hasso Plattner Institute of Design.
Sie veröffentlichte diverse Schriften, einige auch mit ihrem Ehemann Andrew Smith.

## Schriften (Auswahl)
- Jennifer Aaker, Andrew Smith: The Dragonfly Effect – Quick, Effective, and Powerful Ways To Use Social Media to Drive Social Change, Jossey-Bass, 2010, ISBN 978-0-470-61415-0
- Jennifer Aaker, Andrew Smith, Barbara McCarthy: Dragonfly Effect Workbook, The Power of Stories, CreateSpace, 2013, ISBN 978-1-4841-8438-7
- Jennifer Aaker, Naomi Bagdonas: Humour -Seriously, Penguin, 2020, ISBN 978-0241405932